# Bauer, ledig, sucht…
Bauer, ledig, sucht… ist eine Doku-Soap des Schweizer Privatsenders 3+ rund um Schweizer Bauern auf Partnersuche.

## Historie
Das Format ist eine Weiterentwicklung der Sendung Bauer sucht Bäuerin aus dem Jahr 1983. Die erste Staffel startete am 21. Juli 2008 und wurde von der Bernerin Andrea Jansen moderiert. Die zweite Staffel folgte im November 2008 und zwei weitere Staffeln im Jahr 2009. Seit der zweiten Staffel wird das Format von Marco Fritsche moderiert. In der 4., 5., 9. und 13. Staffel machte sich dabei eine Bäuerin auf die Suche nach der grossen Liebe. Zudem war in der 8. Staffel zum ersten Mal ein homosexueller Bauer dabei, in der 9. Staffel eine homosexuelle Bäuerin. Bisher wurden über 300 Folgen in 18 Staffeln ausgestrahlt, aus denen insgesamt 21 Hochzeiten, elf Verlobungen und 26 Babys resultierten.
Parallel zur Produktion der TV-Serie erschien im Jahr 2008 ein Musik-Album mit gleichnamigem Titel, das bis auf Platz 7 der schweizerischen Charts gelangte.

## Ablauf
Jeweils im Frühjahr werden die neuen Bäuerinnen und Bauern über Trailer und in der Presse vorgestellt. An der traditionellen Stubete in Kandersteg treffen sie dann auf ihre Auserwählten, um sie näher kennenzulernen und sich zu entscheiden, wen sie auf ihren Hof einladen möchten. Zusammen verbringen sie danach eine Woche auf dem Hof und lernen sich bei der Arbeit und gemeinsamen Ausflügen näher kennen. Die Staffel wird jeweils von Juli bis Januar ausgestrahlt.